# Strongylosoma dentatum
Strongylosoma dentatum är en mångfotingart som beskrevs av Filippo Silvestri 1895. Strongylosoma dentatum ingår i släktet Strongylosoma och familjen orangeridubbelfotingar. Inga underarter finns listade i Catalogue of Life.